# Ауделайс (герцог Беневенто)
Ауделайс (лат. Audelais; умер не ранее 733) — герцог Беневенто (732—733).

## Биография
О герцоге Беневенто Аделаисе почти ничего не известно. Главная причина этого — недостаточное освещение раннесредневековой истории Беневенто в источниках. В «Истории лангобардов» Павла Диакона его имя не упоминается.
В 732 году после смерти герцога Ромуальда II Ауделайс узурпировал власть в Беневентском герцогстве, отстранив от неё его несовершеннолетнего сына и наследника Гизульфа II.
Однако король лангобардов Лиутпранд некоторое время спустя сместил Ауделайса и назначил герцогом Беневенто своего племянника Григория. Дальнейшая судьба Ауделайса неизвестна.